# Liste des cathédrales de République centrafricaine
Cet article recense les cathédrales de la République Centrafricaine.

## Liste[1]
- Cathédrale du Sacré-Cœur d'Alindao
- Cathédrale Saint-Joseph de Bambari
- Cathédrale Saint-Pierre-Claver de Bangassou
- Cathédrale Notre-Dame-de-l'Immaculée-Conception, à Bangui
- Cathédrale Saint-Joseph de Bambari
- Cathédrale de Berbérati
- Cathédrale Saint-Antoine-de-Padoue de Bossangoa
- Cathédrale Marie-Mère-de-l'Église de Bouar
- Cathédrale Sainte-Thérèse-de-l'Enfant-Jésus de Kaga-Bandoro
- Cathédrale Sainte-Jeanne-d'Arc de M'Baïki